# Петриано
Петриа̀но (на италиански: Petriano, на местен диалект Petriän, Петриен) е малко градче и община в Централна Италия, провинция Пезаро и Урбино, регион Марке. Разположено е на 327 m надморска височина. Населението на общината е 2925 души (към 2010 г.).